# Гострохвіст
Гострохві́ст (Premnoplex) — рід горобцеподібних птахів родини горнерових (Furnariidae). Представники цього роду мешкають в Центральній і Південній Америці.

## Види
Виділяють два види:
- Гострохвіст рудогорлий (Premnoplex brunnescens)
- Гострохвіст білогорлий (Premnoplex tatei)

## Етимологія
Наукова назва роду Premnoplex походить від сполучення слів дав.-гр. πρεμνον — стовбур дерева і πλησσω — наносити удар.